# Korsørs stad
Denna artikel handlar om den tidigare danska kommunen Korsørs stad. För orten se Korsør, för kommunen som existerade åren 1970–2006, se Korsørs kommun.
Korsørs stad (danska: Korsør Købstadskommune) var en tidigare danskt kommun i Sorøs amt.